# Kip Hanrahan
Kip Hanrahan (The Bronx, 9 december 1954) is een Amerikaanse jazzpercussionist en componist.

## Biografie
Hanrahan kwam aanvankelijk in aanraking met de eigentijdse jazz als assistent van Carla Bley. Hij speelt bij de meeste platen, die hij produceert, een ongebruikelijke rol, die hij zelf tot die van een filmregisseur in analogie plaatst. Hij verzamelt muzikanten en concepten, die hij dirigeert voor zover hij ingrijpt in het muzikale proces (b.v. bewerkt, dat de percussionisten met een solopassage beginnen en de pianist de overgang tot een ander nummer speelt). Hij combineert solisten van de Avant-gardejazz (zoals Don Pullen, David Murray, Jamaaladeen Tacuma, Carmen Lundy en Steve Swallow) met funkmuzikanten uit New Orleans als Allen Toussaint, Leo Nocentelli (The Meters) en Charles Neville (The Neville Brothers), met rockmuzikanten als Sting en Jack Bruce en percussionisten van het latinjazz-circuit als Andy Gonzalez, Milton Cardona, Robby Ameen en Horacio 'El Negro' Hernandez. Deels heeft hij daarbij samengewerkt met dichters als Ishmael Reed en ook Paul Haines (de tekstschrijver van Escalator over the Hill).
Hanrahan heeft daarnaast echter ook buitengewone albums met de tango nuevo-componist Astor Piazzolla en met muzikanten uit Hanrahans omgeving zoals Arto Lindsay en Alfredo Triff geproduceerd en uitgebracht op zijn label American Clavé. Zijn album Desire Develops an Edge werd in 1998 in de lijst '100 Records That Set the World on Fire (While No One Was Listening)' van The Wire opgenomen.

## Discografie

### Studio-opnamen
- Coup de tête (opgenomen 1979–1981, uitgebracht 1981)
- Desire Develops an Edge (1983)
- Vertical's Currency (1984)
- A Few Short Notes for the End Run (opgenomen 1984–1985, EP uitgebracht 1986)
- Days and Nights of Blue Luck Inverted (opgenomen 1988–1989, uitgebracht 1990)
- Tenderness (opgenomen 1988–1990, uitgebracht 1990)
- Exotica (1993)
- All Roads Are Made of the Flesh (opgenomen 1984–94, uitgebracht 1995)
- Beautiful Scars (opgenomen 2004–2007, uitgebracht 2007)
- At Home in Anger (opgenomen 2007–2011, uitgebracht 2011)
- Crescent Moon Waning – (opgenomen 2015, uitgebracht 2017)

### Met Conjure
- 1983: Conjure: Music for the Texts of Ishmael Reed (uitgebracht 1985)
- 1988: Cab Calloway Stands in for the Moon
- 2006: Bad Mouth

### Trilogie
- 1994-1996: A Thousand Nights and a Night (1 – Red Nights) (uitgebracht 1996)
- 1998: A Thousand Nights and a Night (Shadow Nights 1) (1998)
- 1994-1998: A Thousand Nights and a Night (Shadow Nights 2) (uitgebracht 1999)

### Soundtracks
- 2002: Original music from the soundtrack to Piñero

### Compilaties
- 1993: Anthology
- 2000: Drawn from Memory (Greatest Hits, Or Whatever...  Kip on Campus)

### Met Eddie Palmieri
- 1989: Sueño

- Bibsys: 2131567
- Bibliothèque nationale de France: cb13928337n (data)
- Gemeinsame Normdatei: 134573684
- International Standard Name Identifier: 0000 0000 5513 4138
- Library of Congress Control Number: no96047905
- MusicBrainz: ee9f1551-5469-4df4-9419-3a14c0e07e28
- Nationale Bibliotheek van Israël: 987007342092405171
- Nationale Bibliotheek van Polen: a0000002096889
- Nederlandse Thesaurus van Auteursnamen: 072773960
- Système universitaire de documentation: 185704921
- Virtual International Authority File: 14960945